# Leptospermonastes brunneus
Leptospermonastes brunneus är en insektsart som beskrevs av Taylor 1987. Leptospermonastes brunneus ingår i släktet Leptospermonastes och familjen rundbladloppor. Inga underarter finns listade i Catalogue of Life.